# Temesvári székesegyház
A Temesvári székesegyház, Szent György-székesegyház vagy Dóm, Dómtemplom Temesvár 1736–1773 között épült püspöki székesegyháza. A Csanádi, majd a Temesvári egyházmegye székesegyháza. Műemléki védelem alatt áll.

## Története
1738-ban Temesvár lett a Csanádi egyházmegye központja. A püspöki székesegyház kezdetben a középkori Szent György-templom volt.
A ma álló dómot Joseph Emanuel Fischer von Erlach udvari főépítész tervezte. Alapkövét Falkenstein Béla püspök tette le 1736. augusztus 6-án. Az 1737–1739-es török háború idejére az építkezés félbeszakadt. Az első nagymisét 1754. szeptember 8-án mutatta be Engl Antal püspök a félkész katedrálisban. A tornyok 1761-ben készültek el, a belső berendezés pedig csak 1770 után; az építkezést 1773-ban fejezték be. Az utolsó török háború idején, 1788–1790 között fegyverraktárnak használták. 1803. április 24-én szentelte fel Kőszeghy László püspök.
1849 nyarán, Temesvár ostroma alatt sokan a székesegyház kriptájában leltek menedéket.
Történetének első átfogó felújítása 2019 januárjában kezdődött európai uniós társfinanszírozással, és a tervek szerint 2020 júliusában kellett volna befejezni, az új határidő 2021 nyara volt, amit 2022 tavaszára toltak ki. A munkálatok alatt zárva tartott, addig a közeli Szent Katalin-templom miserendjét bővítették, hogy a hívek ott vehessenek részt szentmisén.
A felújítás végül 2023 áprilisában fejeződött be.

## Épület

### Külső kép
A székesegyház alaprajza kettős kereszt; hossza 55 m, szélessége 22 m. A tornyok 35,5 m magasak, maga az épület 16,9 m magas. Homlokzatát, amelyet ión és korinthoszi oszlopok tagolnak, oromzat koronázza.
Boltozatait stukkódíszek ékesítik.

### Belső tér
46 regiszteres orgonája, amely 1906-ban készült a temesvári Wegenstein Lipót és Fiai Orgonagyárban, a párizsi St. Denis-templom orgonájának mása. Az 1764-ben készült toronyóra Martin Josef Kiedl temesvári mester műve.
A barokk oltárokat márványfestéssel díszítették. A ión oszlopokkal tagolt főoltárt és a szentek szobrait is Resler József bécsi szobrász készítette. A főoltár Sárkányölő Szent Györgyöt ábrázoló képét Unterberger Mihály (Michelangelo Unterberger) bécsi mester festette 1754-ben.